# Simunul
Simunul est une municipalité de la province de Tawi-Tawi dans les Philippines située à 6 kilomètres au sud de Bongao, la capitale de la province.
Selon le recensement de 2010 la population est de 34 538 habitants, la majorité étant de confession musulmane. La première mosquée des Philippines y a été construite ici en 1380 par le Sheik Karimul Makhdum. 
La municipalité est subdivisée en 15 barangays répartis sur deux îles principales : Simunul et Manuk Mangkaw.

## Les Barangays
- Bakong
- Manuk Mangkaw
- Mongkay
- Tampakan (Pob.)
- Tonggusong
- Tubig Indangan
- Ubol
- Doh-Tong
- Luuk Datan
- Maruwa
- Pagasinan
- Panglima Mastul
- Sokah-Bulan
- Timundon
- Bagid

Les barangays de Timundon, Manuk Mangkaw et Luuk Daten sont sur l'île de Manuk Mangkaw située à 3,5 km au sud de Simunur l'île principale qui regroupe les douze autres barangays.

## Source
- (en) Cet article est partiellement ou en totalité issu de l’article de Wikipédia en anglais intitulé « Simunul, Tawi-Tawi » (voir la liste des auteurs).